# Nalón (Fluss)
Der Nalón (span. Río Nalón) ist ein Fluss in Spanien, der durch die autonome Region Asturien fließt.

## Geografie
Der Nalón entspringt in der Provinz León bei dem Ort San Esteban de Pravia im Concejo Caso.

### Nebenflüsse
- von links:

Narcea mit 91 km; Caudal mit 61 km; Aller mit 42 km; Lena mit 32 km, Trubia mit 46 km, und der Cubia mit 41 km
- von rechts:

Nora mit 67 km.

### Bodenschätze
Am Lauf des Nalón sind große Vorkommen an Kohle seit langem im Abbau.

### Orte am Nalón
- Gemeinde (Concejo) Pravia
  - San Esteban, Muros

- Gemeinde (Concejo) Soto del Barco
  - San Juan de la Arena, Santianes, Corias, Pronga

- Gemeinde (Concejo) Candamo
  - San Tirso, Aces, Fenolleda, San Román, Grullos, Murias, Cuero

- Gemeinde (Concejo) Grado
  - Castañedo, Peñaflor, Santa María de Grado, Valduno

- Gemeinde (Concejo) Las Regueras

- Gemeinde (Concejo) Oviedo
  - Pintoria, Caces, Puerto, Udrión, Godos, Olloniego, Tudela Veguín, Box,

- Gemeinde (Concejo) Ribera de Arriba
  - Palomar, Soto de Ribera, Ferreros

- Gemeinde (Concejo) Langreo
  - Barros, La Felguera, Sama, Ciaño

- Gemeinde (Concejo) San Martín del Rey Aurelio
  - Linares, El Entrego, Sotrondio, Blimea

- Gemeinde (Concejo) Laviana
  - Carrió, Pola de Laviana, Lorío, El Condao

- Gemeinde (Concejo) Sobrescobio
  - Oviñana

- Gemeinde (Concejo) Caso
  - Tanes, Campo de Caso, Sobrecastiello, Tarna.